# Luis Manuel Chong Sam
Luis Manuel Chong Sam (Mexicali, Baja California; 25 de agosto de 1952-2 de enero de 2021), fue un profesor de educación media básica y promotor cultural de origen chino, que difundió la historia y tradiciones de la comunidad china en Mexicali y el noroeste mexicano.

## Infancia y juventud temprana
Crecido en el populoso barrio de Pueblo Nuevo, tercera sección de Mexicali, junto a sus padres Maria y Ernesto nacidos en Cantón y Hermosillo, respectivamente, cursó al igual que sus ocho hermanos Rafaela, Jose, Ernesto, Carlos, Ludres, Artemisa, Miguel, Mario. Sus primeras letras en la Escuela Cuauhtémoc creada en 1915 por el coronel Esteban Cantú y realizó en la década de 1970 sus estudios profesionales en la carrera de Pedagogía de la Universidad Autónoma de Baja California (UABC) obteniendo hasta en 1995 el título de profesor en español, matemáticas y ciencias físicas.
Luego de ocupar varios puestos magisteriales en varias escuelas secundarias de Cabo San Lucas y Tijuana, regresó a Mexicali en 1980 y a partir de entonces comenzó a involucrarse en las diferentes asociaciones culturales de origen chino de Mexicali.

#### Carrera magisterial
Profesor de español y matemáticas en la secundaria "18 de marzo", impartió clases a generaciones enteras de mexicalenses, hasta ocupar la subdirección de la escuela. Tras jubilarse en 2017, se dedicó a tomar cursos de educación continúa de literatura e historia regional. Aunque sus intereses por dichas ramas del saber humanístico las cultivó desde décadas atrás, logró que sus colaboraciones en la revista del entonces Centro de Estudios sobre la Universidad de la UABC y de la Sociedad de Historia "Centenario de Mexicali, A.C." de la que fue miembro, El Río, desmitificaran con lenguaje sencillo y recursos estilísticos accesibles algunas de los estereotipos culturales más comunes sobre la presencia china en Mexicali.

##### Obra escrita y muerte
Obsesionado con esclarecer los orígenes de la comida china en Mexicali publicó algunos textos en los cuáles involucraba a algunos de sus familiares quienes llegaron a finales del siglo XIX de la bahía de Ensenada a Mexicali. SIn ningún empachó admiitó que sus paisanos comían "todo aquello que tuviera cuatro patas... menos las mesas", sin embargo, defendió la tradición gastronómica local y solía compartir con sus interlocutores información particular sobre repostería china. Su última obra, para la cual no utilizó la información histórica de carácter oral que compiló entre miembros viejos de la Asociación China de Mexicali, es un ejercicio de imaginación y escritura creativa. Su novela Un extraño en Mexicali (2020) comenzó a ser distribuida y difundida en diferentes espacios hasta que la pandemia de ese año le impidió seguir realizando presentaciones orales del libro en ferias del libros y escuelas de educación básica.
A principios de 2021, Luis Manuel Chong Sam falleció, sobreviviéndole su esposa (Macrina) y tres hijas (Miriam, Laura, Gabriela) .